# ブルー・サム・レコード
ブルー・サム・レコード（Blue Thumb Records）は、1968年にボブ・クラスノー（クラズナウ）が設立したアメリカのレコード・レーベル。青い指紋のロゴを持つ。
現在はヴァーヴ・ミュージック・グループの一部である。

## 沿革
1968年にボブ・クラスノーにより設立され、トミー・リピューマとドン・グレアムも参加した。ブルー・サムという名前は元々、彼が1966年にマネージメントの契約を結んだキャプテン・ビーフハート・アンド・ヒズ・マジック・バンドのドン・ヴァン・ヴリートがバンド名に考えたものだった。クラスノーはその名前がバンドにふさわしいとは思わず、後年、自分のレーベルの名前に選んだ。
当初は配給業務も行なっていたが、1970年後期と1971年初期はキャピトル/EMI、1971年後期から1974年末にABCレコードに売られるまではガルフ・アンド・ウェスタンのフェイマス・ミュージック・グループが配給を肩代わりした。ABCはブルー・サムを存続させて、主にポインター・シスターズやクルセイダーズなどの再発盤の発売を担当させた。
1979年にABCはMCAレコード（現ユニバーサル・ミュージック・グループ）に売られ、MCAはブルー・サムを休止した。
1995年に活動を再開し、主にブルースやアダルト・コンテンポラリーといった非ジャズ系を発売し始めた。
1998年にユニバーサル・ミュージック・グループとポリグラムが統合し、旧ポリグラム系のヴァーヴ・ミュージック・グループの一部になった。
2005年初めに活動を止め、ヴァーヴ・フォアキャストに再発等を統御している。

## 主なアーティスト
- キャプテン・ビーフハート・アンド・ヒズ・マジック・バンド
- ラスト・ポエッツ
- フィル・アップチャーチ
- ヒュー・マセケラ
- ベン・シドラン
- T・レックス
- ジェリー・ラファティー
- エインズレー・ダンバー
- ダン・ヒックス
- デイヴ・メイソン
- ポインター・シスターズ
- ジョン・メイオール
- ラヴ
- マーク＝アーモンド (イギリスのグループ)
- クリフトン・シェニエ
- ジャズ・クルセイダーズ
- クルセイダーズ
- ティナ・ターナー